# Estado asmático
Estado asmático, ataque de asma ou, arcaicamente, status asmaticus é uma emergência médica caracterizada por uma exacerbação, aguda, súbita e intensa de asma que não responde às doses usuais de broncodilatadores (como salbutamol e salmeterol) nem esteroides (como cortisol).

## Causas
A exposição a um alérgeno ou uma virose recente serve de gatilho provocando uma característica inflamação das vias aéreas em asmáticos. Nos pulmões ocorre desgranulação de mastócitos, a libertação de citocinas inflamatórios (diversas interleucinas e leucotrienos), infiltração de eosinófilos, e ativação de linfócitos T tipo 1 e 2 causando uma resposta excessiva dos brônquios e ampla inflamação dos bronquíolos e alvéolos. Broncoespasmo, grande quantidade de muco e edema nas vias aéreas periféricas pode resultar no aumento da resistência na obstrução das vias aéreas.
Fatores de risco
- Uso inapropriado de beta-bloqueadores ou sedantes;
- Outros episódios de estado asmático, especialmente quando recentes;
- Asma severa, com três ou mais medicamentos;
- Sensibilidade a anti-inflamatórios ou a fungos;

Utilização de um agonista beta2 de acção prolongada, tais como salmeterol, especialmente se não esteróide utilizando um inalador. [7]
- Tabagismo pessoal ou como fumante passivo;
- Poluição do ar, exposição a pólen e esporos;
- Infecção viral recente;
- Gravidez;
- Obesidade;
- Doenças psiquiátricas.

## Sinais e sintomas
Os sintomas podem incluir:
- Dificuldade para respirar e falar, pior pela noite ou deitado;
- Sensação de "peito apertado/pesado";
- Tosse seca;
- Ruídos ao respirar;
- Confusão mental;
- Taquicardia (mais de 100 batimentos por minuto).

## Epidemiologia
Asma afeta cerca de 10% da populaçao, com diferentes graus de gravidade. Estima-se em 20 milhões o número de episódios severos de asma no mundo. É mais comum em populações vulneráveis: crianças, negros, pobres em cidades com muita poluição do ar.

## Tratamento
O paciente com ataque de asma deve ser levado para uma emergência médica enquanto usa um broncodilatador inalado (Salbutamol ou terbutalina) a cada 15 ou 30 minutos, por um máximo 10 vezes por dia. Altas doses desses medicamentos podem causar tremores e taquicardia. No hospital pode ser tratado com:
- Máscara de oxigênio (manter saturação de O2 acima de 90%);
- Agonista beta-2 de rápida ação em altas doses
- Corticosteroide (prednisona injetável ou oral);
- Anticolinérgico (nebulização com 0,5mg, se adulto, de bromidio de Ipratrópio);
- Se não há resposta satisfatória a terapia inicial pode-se usar sulfato de magnésio IV, aminofilina IV e ventilação mecânica com pressão positiva. Fluídos ionizados IV podem corrigir alcalose ou acidose respiratória.